# Monodiamesa nitida
Monodiamesa nitida är en tvåvingeart som först beskrevs av Jean-Jacques Kieffer 1918.  Monodiamesa nitida ingår i släktet Monodiamesa och familjen fjädermyggor. Inga underarter finns listade i Catalogue of Life.